# ラヂオ天元突破グレンラガン
『ラヂオ天元突破グレンラガン』（ラヂオてんげんとっぱグレンラガン）は、ラジオ大阪、文化放送にて2008年2月2日から2010年7月3日まで放送されていたラジオ番組である。スポンサーはGAINAX。

## 概要
2007年9月30日に放送を終了したテレビアニメ『天元突破グレンラガン』に関連した番組で、パーソナリティは同番組でシモン役を担当した柿原徹也と、ヨーコ役を担当した井上麻里奈。

## コーナー
- マレンとカキハラン
  - 一つの質問に対して柿原と井上が答え、その答えを合わせる。
- 穴掘りの讃歌
  - 過去の失敗、墓穴を掘ってしまったエピソードをリスナーから募集する。
- 変な生き物
  - 身の回りにいる変なもの、変な人に勝手に名前をつけてみる。
- 愛って何ですか?
  - 少し変わった愛の告白の仕方を募集する。
- 教えてちょうだいガイナックスの人
  - アニメ本編に対する疑問、設定などの質問に答える。

## CM
CMは『ラジオアベノ橋魔法☆商店街』にも出演したのーてんき武田（武田康廣、ガイナックス取締役）とゆんぴょうが担当。番組中で「世界の真鍋」と命名されたガイナックス宣伝担当者、真鍋義朗が武田の代役を務めたこともあった。グレンラガンに関連した商品・イベントの宣伝を行う。『ラジオアベノ橋魔法☆商店街』と同様に本編と同時に収録するため、他の出演者とのフリートークになってしまうことが多く、CMが所定の時間に収まりきらない場合は途中で切られた。このスタイルは『ガイナックス電波』でも続けられている。

## 放送時間
- ラジオ大阪 毎週土曜日24:00～24:30
- 文化放送 毎週土曜日26:30～27:00

## 公開録音
- 2008年3月29日(土) 東京国際アニメフェア2008（東京ビッグサイト）「天元突破グレンラガン」ブース 東2ホール G-02（ゲスト：小西克幸、斎賀みつき、谷山紀章、福井裕佳梨）
- 2009年3月21日(土) 東京国際アニメフェア2009（東京ビッグサイト）「劇場版 天元突破グレンラガン 螺巌篇」ブース F-06（ゲスト：福井裕佳梨）（3月28日、4月4日放送）
- 2009年11月15日(日) 第8回Games Japan Festa 2009（大阪・南港 ATC Aホール）特設ステージにて公開録音